# فضای سیمپلکسی
در ریاضیات یک فضای سیمپلکسی عبارت است از یک شیء سیمپلکسی در رده فضاهای توپولوژیک یا به زبان نظریه رده ها یک عمل‌گر خلافِ جهت از ردۀ سیمپلکس به ردۀ  فضاهای توپولوژیک است.